# Gevlekte vechtkwartel
De gevlekte vechtkwartel (Turnix ocellatus) is een vechtkwartel die alleen voorkomt in de Filipijnen.
De Filipijnse naam voor deze vogel is Pugong-gubat.

## Algemeen
De gevlekte vechtkwartel is de grootste vechtkwartel in de Filipijnen. De geslachten verschillen van elkaar en ook de ondersoorten verschillen, voornamelijk in grootte en door de hoeveelheid kastjanjebruin op de borst. T. o. ocellatus is groter en heeft minder bruin op de borst dan T. o. benguetensis. Het mannetje van T. o. ocellatus heeft een zwarte kruin. De gevlekte vechtkwartel heeft strepen bij de ogen en over de kruin die witachtig zijn. De rug en stuit zijn bruin met lichte zwarte strepen erdoorheen. De rug wat dichter bij de vleugel is bruin met zwarte stippen. De vleugels zijn vaalwit met grote zwarte stippen, de vliegveren donkerbruin met zwarte stippen en witte randen. De keel is witachtig met flauwe donkere strepen, De borst is roodbruin, de buik en onderkant van de staart vaalwit en de flanken zijn grijsachtig bruin. Het vrouwtje heeft een zwarte kruin met drie duidelijke witte strepen. Het gezicht is zwart met witte stippen en de keel is zwart. Het kastanjebruin op de bovenzijde van de rug zet zich voort naar de borst en vormt zo een kraag. De buik en onderzijde van de staart zijn grijsachtig wit. De snavel is van de gevlekte vechtkwartel is grijs, de ogen geelachtig wit en de poten licht oranjegeel.
Deze soort wordt inclusief staart 18 centimeter en heeft een vleugellengte van 10 centimeter.

## Ondersoorten en verspreiding
Er zijn twee ondersoorten van de gevlekte vechtkwartel:
- T. o. benguetensis: Noord-Luzon.
- T. o. ocellatus: Zuid- en Centraal-Luzon.

## Leefgebied
De gevlekte vechtkwartel is te vinden in diverse leefomgevingen, zoals tuinen, struiken, bosachtige ravijnen en bosranden inclusief bamboebos. Op graslanden is deze vechtkwartel niet veel te vinden. Ze prefereert open en droog woud, waar ze vaak te vinden is op paden om te zoeken naar voedsel. Ze komen voor tot een hoogte van zo'n 2200 meter boven zeeniveau.

## Voortplanting
Men heeft waargenomen dat de gevlekte vechtkwartel paart in februari en april tot en met augustus. Het nest is een kuiltje in de grond bedekt met bladeren of iets soortgelijks op een tak of boomstam, vaak verdekt in begroeiing. De gevlekte vechtkwartel legt per keer 2 tot 4 grijswitte eieren gespikkeld met grijs en paars. Na het leggen van de eieren verlaat het vrouwtje het mannetje om de eieren uit te broeden en te paren met een ander mannetje.